# SOJA
SOJA (acrônimo para Soldiers Of Jah Army) é uma banda de reggae residente em Virgínia, Washington D.C formada em 1997. A banda começou suas produções com a gravadora e produtora Innerloop, até que em 2000 passou a trabalhar com a LION and FOX Recording Studios. O grupo venceu o Grammy Award para Melhor Álbum de Reggae em 2022 por seu nono álbum de estúdio, Beauty in the Silence.

## História
Jacob (vocais, guitarra) e Bob Jefferson (baixo) reuniam-se na primeira série do ensino médio, logo após Hemphill um antigo amigo volta com a sua família que estava na África, onde o pai de Jacob era um empreiteiro em Uganda. Ele e Jefferson, então conhecem Eric Rogers (teclados, vocais harmonia) (mais tarde substituído por Patrick O'Shea em 2003), Ryan Berty (bateria) e Ken Brownell (percussão) no ensino fundamental e médio. 
Depois acabam por formar a SOJA(Soldiers of Jah Army), eles então gravaram seu primeiro álbum, auto-intitulado Soldiers of Jah Army, de forma independente com o engenheiro de som Jim Fox na LION e FOX Recording Studios em 2000. Logo após a banda lançou seu álbum completo Peace In A Time Of War (Paz em Tempo de Guerra), em 2002, que teve como Hit principal a música True Love além de Rasta Courage. 
O grupo em seguida, lançou um "Dub" com algumas gravações não inclusas no primeiro disco, este intitulado de "Dub in a Time of War" de 2005. Em 2006, a banda lançou Get Wiser, o seu segundo álbum full-length .Ele estreou no Top 10 álbuns de reggae no iTunes e que se manteve no top 100 desde seu lançamento. A festa de lançamento do álbum foi realizada em 6 de janeiro de 2006 no The State Theatre em Falls Church, Virginia. Era composto por dois conjuntos distintos, com o primeiro set sendo músicas antigas, e o segundo conjunto sendo Get Wiser na sua totalidade. O show foi gravado e lançado como também um DVD, conhecido como "Get Wiser DVD ao vivo", em 21 de novembro de 2007. 
Em janeiro de 2008, eles lançaram um EP intitulado "Stars and Stripes". Naquele mesmo mês no Havaí, a SOJA teve suas performances ao vivo gravadas em Oahu, Maui, e -Kailua Kona. Esses desempenhos foram lançados como um novo DVD, conhecido como "SOJA - Live in Havaí", em 8 de janeiro de 2009. 
SOJA lançou seu terceiro álbum completo Born in Babylon, em 25 de agosto de 2009, do qual contem como hits incluindo video-clipes as músicas "I Don't Wanna Wait' e "You and Me" que conta com a participação do cantor e copositor Chris Boomer, o álbum possui ainda uma faixa bonus que foi lançada com um clipe a música de título "Rest of My Life".

## Integrantes
- Jacob Hemphill (vocais, guitarra)
- Bob "Bobby Lee" Jefferson (baixo, vocais)
- Patrick O’Shea (teclado)
- Ryan "Bird" Berty (bateria)
- Kenneth "Ken" Brownell (percussão)
- Hellman Escorcia (saxofone)
- Rafael Rodriguez (trompete)
- Trevor Young (guitarra)

## Discografia

### Álbuns de estúdio
- CREEPING IN (1998)
- Peace in a Time of War (2002)
- Dub in a Time of War (2004)
- Get Wiser (2006)
- Born In Babylon (2009)
- Strength to Survive (2012)
- Amid the Noise and Haste (2014)
- Poetry in Motion (2017)
- Beauty in the Silence (2021)

### EPs
- Soldiers of Jah Army (2000)
- Stars & Stripes (2008)

### DVDs
- Get Wiser Live DVD (2007)
- SOJA - Live in Hawaii (2009)